# 愛と情熱のマタドール
『愛と情熱のマタドール』（あいとじょうねつのマタドール）は、2014年8月13日にガンプレコーズから発売されたBAND-MAID®の1stシングル。

## 概要
- 廃盤。
- スリルはリマスタリングされて2015年11月18日リリースのアルバム『New Beginning』の1stトラックとして収録された。
- 愛と情熱のマタドールとSummer Driveはリマスタリングされて2018年2月14日に日本クラウンから再発売された『MAID IN JAPAN』にボーナス・トラックとして収録された。

## 収録曲
- 愛と情熱のマタドール （2014年8月13日、PPRC-0010）

1. 愛と情熱のマタドール
作詞・作曲：阿久津健太郎、編曲：BAND-MAID®、阿久津健太郎
2. スリル
作詞・作曲：阿久津健太郎、編曲：BAND-MAID®、阿久津健太郎
3. Summer Drive
作詞・作曲：阿久津健太郎、編曲：BAND-MAID®、阿久津健太郎